# Paul Sézille
Paul Sézille (* 10. November 1879 bei Blérancourt im Département Aisne; †  20. April 1944 in Paris) war ein französischer antisemitischer Propagandist.

## Leben
Paul Sézille wurde während seines Einsatzes im Ersten Weltkrieg zweimal verwundet, dreimal im Diensbericht erwähnt und mit dem Croix de guerre ausgezeichnet. Anschließend wurde er bei den französischen Kolonialtruppen Capitaine. Vor dem Zweiten Weltkrieg sekundierte er Louis Darquier de Pellepoix in der Führung der französischen antijüdischen Bewegung. Im August 1940 organisierte er mit Förderung der Deutschen Botschaft in Paris im Cirque d’hiver judenfeindliche Veranstaltungen, in denen er die Juden für die Niederlage der französischen Armee verantwortlich machte.
Er gründete die Communauté Française (CF), die von Philippe Pétain in einem offenen Brief judenfeindliche Politik forderte.
Im Dezember 1940 traf Sézille Theodor Dannecker, dieser gab mit dem Institut d’étude des questions juives (I.E.Q.F.) dem Judenhass ein französisches Etikett. Nachdem sich die faschistische Rassemblement national populaire im April 1941 in einer Auseinandersetzung von Eugène Deloncle und Marcel Déat erledigt hatte, wurde Sézille designierter Generalsekretär des I.E.Q.F., während die Mitarbeiter aus der CF rekrutiert wurden. Paul Sézille litt an Alkoholkrankheit und war ein unbeherrschter Mensch. Am 11. Mai 1941, dem Tag der Eröffnung des I.E.Q.F., griff er den Verleger Gilbert Baudinière tätlich an, worauf ihn Theodor Dannecker als Generalsekretär I.E.Q.F. durch René Gérard ablösen ließ. Das I.E.Q.F. trat formal als Veranstalter von antijüdischer Propaganda in Frankreich auf. Paul Sézille schrieb 1941 eine Einleitung zum Ausstellungskatalog von Le Juif et la France. Zu den Projekten des I.E.Q.F. gehörte es, zu fordern, Straßen, die nach Menschen benannt waren, welche nach den Kategorien der NSDAP Juden waren, umzubenennen.